# Ахемен
Ахемен (Хахшаманіш, давньоперс. 𐏃𐎧𐎠𐎶𐎴𐎡𐏁, Haxāmaniš, грец. Ἀχαιμένης) (? — 675 до н. е.) — предок-епонім династії Ахеменідів, який правив персами до 675 до н. е.
Існують деякі версії щодо походження його імені. Грецькі історики, які досліджували індо-іранську етимологію, вважали, що ім'я означало «власник дружнього розуму» (haxā — друг, manah — розум). Тим не менш, сучасні дослідники вважають цю версію хибною і пропонують іншу: Haxāmaniš — «натхненний духом послідовників».
Дуже часто вважається легендарною особистістю. Клавдій Еліана в «De Natura Animalium» пише, що Хахшаманіш був вихований орлом. За Платоном, Ахемен/Перс був сином ефіопської царівни Андромеди і Персея і онуком Зевса. Згідно з іншою версією був сином Егея. В обох випадках він є Персеїдом. Пізніше Перс став вважатися батьком Хахшаманіша. Бегістунський напис Дарія I і Геродот називають його батьком Теіспа, предком Куруша II і Дар'явахуша І. Пізніші перські царі дуже цінували Хахшаманіша і вважали його своїм предком.
Якщо Хахшаманіш був реальною історичною особою, він жив наприкінці VIII — початку VII до н. е. і був вождем одного з перських племен (греки називають його Пасаргади) або першим перським царем, васалом Мідійської імперії. Ассирійський напис царя Сінахеріба стверджує, що в 691 до н. е. ассирійці в битві під Галюле відбили напад об'єднаного війська, у складі якого були парсуамаш (перси) і анза на чолі з Хахшаманішем. Наступником Хахшаманіша на посту глави персів був його син Теісп.